# Ист, Дэйв
Дэвид Лоуренс Брюстер-младший (англ. David Lawrence Brewster Jr.; 3 июня 1988, известный как Дэйв Ист англ. Dave East) — американский рэпер. Ист начал свою карьеру в 2010 году и привлек внимание в 2014 году своим восьмым микстейпом «Black Rose». В 2014 году его релиз привлек внимание нью-йоркского рэпера Nas, который подписал с Истом контракт на запись со своим лейблом «Mass Appeal Records», который два года спустя вошёл в совместное предприятие с Def Jam Recordings.
В 2015 году Дэйв был выбран в качестве участника XXL 's Annual Freshman Class. В сентябре 2015 года был выпущен его десятый микстейп Kairi Chanel, который достиг 38-го места в Billboard 200. В 2017 году его одиннадцатый микстейп Paranoia: A True Story достиг девятого места в чарте. Его дебютный студийный альбом Survival (2019) достиг 11-го места, а его пятнадцатый микстейп Karma 3 (2020) достиг 36-го места. Его второй студийный альбом Fortune Favors the Bold (2023) не попал в чарт.
В 2017 году Ист начал актёрскую карьеру когда он сыграл самого себя в фильме «Быть Мэри Джейн» и в телесериале «Разрывы». У него также была второстепенная роль в фильме Netflix «Ритмы» (2019) в роли «Мистера Форда». Его прорывная актерская роль пришлась на сериал Hulu «Wu-Tang: Американская сага» (2019), где он играет Метод Мэна.

## Ранний период жизни
Дэвид Лоуренс Брюстер-младший родился в Нью-Йорке и провёл свою жизнь между Восточным Гарлемом, где жила его мать, и Равенсвудом, где он жил со своей тётей в конце своей подростковой жизни. Рэпер имеет барбадосское и луизианское креольское происхождение. Он играл в баскетбол и футбол в средней школе Springbrook в Силвер-Спринг, штат Мэриленд, недалеко от Вашингтона, округ Колумбия. Кроме того, он играл в любительском спортивном союзе (AAU) с будущими игроками НБА Таем Лоусоном, Грейвисом Васкесом и завязал тесную дружбу с Кевином Дюрантом.

## Карьера в студенческом баскетболе
После окончания средней школы Спрингбрук Ист поступил в Университет Ричмонда, затем перевёлся в Университет Тоусона, где играл в баскетбол. Во время учёбы в Тоусоне у Иста были постоянные проблемы с тренерским составом, что в конечном итоге привело к его решению покинуть университет. Вскоре после этого у него начались проблемы с законом в Балтиморе, штат Мэриленд.

## Карьера

### Начало
В 2010 году он выпустил свой первый микстейп «Change of Plans», который принёс ему небольшое местное признание. Позже он выпустил микстейпы «Insomnia», «American Greed», «Don't Sleep» и «No Regrets», укрепив свою приверженность музыке. В 2013 году Ист периодически продавал наркотики по всему Гарлему, чтобы поддержать себя и свою музыку. В апреле 2013 года он выпустил свой шестой микстейп «Gemini».

### Подписание Mass Appeal и Kairi Chanel
В 2014 году его музыка привлекла внимание известного уроженца родного города Наса, который вскоре начал искать способы связаться с Истом. Неизвестно для Наса, Ист был близким другом младшего брата Наса и коллеги-рэпера Джанглома, который быстро познакомил их. К середине 2014 года Ист подписал контракт с Насом через его новый лейбл Mass Appeal Records. В июле 2014 года для лейбла он выпустил свой седьмой микстейп «Black Rose», который получил благоприятные отзывы критиков. В 2015 году он выпустил свой восьмой микстейп «Hate Me Now», который получил дальнейшее признание и громкие гостевые появления от босса лейбла Наса, а также Pusha T и двух третей The Lox; Jadakiss и Стайлс Пи.
В июне 2016 года журнал XXL представил свой ежегодный класс первокурсников года, в который вошли Ист, а также G Herbo, 21 Savage, Kodak Black, Lil Uzi Vert, Lil Yachty, Desiigner, Lil Dicky, Denzel Curry и Anderson Paak. В следующем месяце он выступил на Freshman Cypher вместе с G Herbo, ведущим которого был филадельфийский диск-жокей DJ Drama. В августе 2016 года он выпустил совместный мини-альбом с рэпером Kur под названием «Born Broke, Die Rich». В сентябре 2016 года Ист выступил на церемонии вручения премии BET Hip Hop Awards вместе с Young MA, Ms. Jade, Kur и Сэмом Блэком. В сентябре 2016 года он подписал совместный контракт с Def Jam Recordings, о котором договорился исполнительный директор хопа Стивен «Стив-О» Карлесс, и на следующий день выпустил микстейп Kairi Chanel, который достиг 38-го места в американском чарте Billboard 200. В микстейпе приняли участие приглашенные исполнители Fabolous, The Game, The Diplomats, Cam'ron, Beanie Sigel и 2 Chainz.

### Актёрский дебют и «Паранойя 2»
В январе 2017 года Ист дебютировал в актёрском составе, снявшись в сериале «Быть Мэри Джейн» на канале BET. Позже он появился в рекламе Tsugi Shinsei от Puma и снялся в музыкальном клипе рэпера Trina «It Ain't Me». В августе 2017 года Ист выпустил свой мини-альбом Paranoia: A True Story , поддержанный синглами «Perfect» с певцом Крисом Брауном , «Paranoia» вместе с Jeezy и «Phone Jumpin» с Wiz Khalifa . Мини-альбом достиг девятого места в Billboard 200. Позже в том же году Ист выпустил свой одиннадцатый микстейп «Karma», ведущим которого выступил DJ Holiday. Это стало началом серии «Karma». На этой кассете были такие треки, как «Militant» с рэпером из Бронкса Don Q. Крис Браун также снова появился в треке «Bentley Truck», который также был показан на кассете Karma. В сентябре 2017 года East провел первую ежегодную церемонию Goldie Awards, битву диджеев и продюсеров, проходившую в Нью-Йорке.
В начале 2018 года, Ист выпустив свой двенадцатый микстейп «Paranoia 2». 15 января 2018 года. В следующем месяце Ист подписал спонсорское соглашение с «Belaire Rose». Подписание этого соглашения привело к рекламному музыкальному видео для бренда с его песней «Fresh Prince of Belaire» Рика Росса с участием Иста. В марте 2018 года Ист подписал рекламное соглашение с New Era Cap, запустив свою новую «образ жизни» 59fifty fit collection. Вскоре после своего нового рекламного соглашения Ист был показан в рекламе New Era «Claim the Crown» вместе с некоторыми из лучших игроков MLB Хавьером Баэсом и Хосе Альтуве, а также продюсером звукозаписи Майком Уиллом Мейд Итом. 27 июля 2018 года поскольку дела у Иста продолжали идти вверх, он выпустил свой тринадцатый микстейп Karma 2. В микстейпе проекта приняли участие такие артисты, как Lil Durk , Gunna и BlocBoy JB , а также близкие партнеры Kiing Shooter и Border Buck. Хотя проекту не удалось достичь того же успеха, что и его студийный альбом, ему удалось достичь 41-го места в Billboard 200. В том же календарном году он выпустил свой пятнадцатый микстейп Beloved , в котором он присоединился к своему любимому рэперу Styles P. Запись раскрыла и выразила суровую уличную жизнь Нью-Йорка.

### Выживание и Карма 3
East дебютировал в кино в фильме Netflix Beats (2019), в котором он сыграл второстепенную роль «Мистера Форда». Его прорывная актерская роль пришлась на сериал Hulu Wu-Tang: An American Saga (2019), где он играет Метода Мэна в качестве постоянного актера. В сентябре 2019 года было подтверждено, что East будет играть второстепенную роль в фильме Boogie (2021). После того, как ночь в Лас-Вегасе пошла не так, East был исключен из фильма. Роль «Монаха» была переделана, и в конечном итоге ее сыграл Pop Smoke.
В 2019 году он был представлен на сингле « Is U Down » группы Pvrx и появился в качестве приглашенного вокалиста на сингле «Taxin» группы DJ Shadow. 1 августа 2019 года в качестве предварительного релиза для своего дебютного альбома он выпустил двухчастный промо-релиз под названием Survival Pacc с синглами «Everyday» с участием Gunna on и «Wanna Be a G» с участием Max B. 4 октября 2019 года Ист выпустил сингл «Alone» с участием Jacquees в поддержку выпуска своего тогда ещё предстоящего дебютного альбома. 8 ноября 2019 года на лейблах Def Jam Recordings , Mass Appeal Records и собственном лейбле From the Dirt Он выпустил альбом Survival. В альбоме приняли участие такие приглашенные исполнители, как Тейяна Тейлор, Рик Росс, Nas, The-Dream, Lil Baby и другие. С 22 ноября 2019 года по 20 декабря 2019 года В рамках релиза альбома Ист отправился в свой первый мировой тур под названием Survival Tour.
8 марта 2020 года Ист объявил, что работает над третьей частью серии микстейпов «Karma». На обложке микстейпа были изображены фоновые изображения Иста с ныне покойными рэперами Нипси Хассл и Pop Smoke, и Ист заявил, что он и Нипси строили планы по созданию совместного проекта до его смерти. Первоначально альбом должен был называться «Thoughts of a Menace», однако название было изменено на просто «Karma 3». Как и его предыдущий альбом, он был выпущен на лейблах «Def Jam» и «Mass Appeal». 12 марта 2020 года он выпустил главный сингл микстейпа «Really wit Me». Множество людей, включая активиста Кори Уайза, снялись в эпизодической роли в музыкальном клипе. 14 августа 2020 года  был выпущен Karma 3 и получил признание критиков. 23 октября 2020 года вышла делюкс-версия микстейпа с участием Dej Loaf, Junior Reid, Chris Brown и G Herbo, а также ремиксом «Handsome» с участием Jeezy.
30 июля 2021 года Ист и продюсер Фрод Гарри Фрод выпустили совместный альбом под названием «Hoffa». В том же году он купил магазин в своем родном городе и планирует открыть дополнительные предприятия.

### Предстоящие релизы
В январе 2022 года в интервью журналу Vibe Ист рассказал, что работает над различными проектами, которые он намерен выпустить в этом году, первым из которых станет «Beloved 2», продолжение его совместного альбома 2018 года с Стайлс Пи. Он также сказал, что его следующий сольный проект с «Def Jam/Mass Appeal», скорее всего, выйдет в феврале или марте 2022 года. Он также подтвердил продолжение «Survival». И у него есть Book of David 2 с Buddha и Grandz, HDIGH 2 с Mike и Keyz, совместная лента Cool и Dre, EP 6 PACC молодого Криса, Pablo и Blanco 2 с Millyz и совместная лента Arrabmuzik, всё находится в работе.

## Артистизм
Ист известен своим сырым лиризмом и мрачным повествованием об уличной жизни. На него оказали влияние Стайлс Пи, Jadakiss, Eminem, Cam'ron, Big Pun, Nas, The Notorious BIG, Raekwon, DMX, Tupac, Snoop Dogg и The Diplomats.

## Личная жизнь
Ист в подростковом возрасте присоединился к группе Rollin' 30s Harlem Crips, подразделению более крупного сообщества Crips. Ист начал отбывать тюремное заключение, и в это время он принял ислам и считал себя мусульманином. Комментируя свое обращение, Ист заявил: «Ислам действительно привнёс в мою жизнь дисциплину, которой у меня раньше не было... Мое старое мышление было таково: если они не помогают мне, я не помогаю им, но так жить нельзя». У Иста есть две дочери от Милли Колон, Кайри Шанель Брюстер, родившаяся в 2016 году, и Коби Чанай Брюстер, родившаяся в 2020 году.

## Дискография
- Survival (2019)
- Fortune Favors the Bold (2023)

## Фильмография
| Год  | Наименование | Роль        |
| ---- | ------------ | ----------- |
| 2019 | Ритмы        | Мистер Форд |

| Год       | Наименование               | Роль               | Примечание               |
| --------- | -------------------------- | ------------------ | ------------------------ |
| 2017      | Быть Мэри Джейн            | Самого себя        | Эпизод: "Getting Nekkid" |
| 2017      | Разрывы                    | Хашим              | Эпизод: "Under Pressure" |
| 2019–2023 | Wu-Tang: Американская сага | Shotgun/Method Man | Регулярный сезон         |
| 2020      | Нелепость                  | Самого себя        | Сезон 16, Эпизод 5       |
| 2021      | Дейв                       | Самого себя        | Сезон 2, Эпизод 7        |

## Награды и номинации
| Год  | Награда                | Категория               | Работа                                          | Результат |
| ---- | ---------------------- | ----------------------- | ----------------------------------------------- | --------- |
| 2017 | BMI R&B/Hip-Hop Awards | Звезда социальных сетей | Сам                                             | Номинация |
| 2023 | «Грэмми»               | Альбом года             | Good Morning Gorgeous (как приглашенный артист) | Номинация |